# Brandenburgs voetbalkampioenschap 1920/21
In 1920/21 werd het tiende voetbalkampioenschap gespeeld, dat georganiseerd werd door de Brandenburgse voetbalbond. 
BFC Vorwärts 90 werd kampioen en plaatste zich zo voor de eindronde om de Duitse landstitel. De club versloeg Stettiner SC en Duisburger SpV en bereikte de finale. Daar verloor de club met 5-0 van 1. FC Nürnberg.

## Format
Net als vorig jaar werden de clubs verdeeld over vier groepen, waarvan de top drie zich plaatste voor de eigenlijke competitie, de uitslagen van deze voorrondes zijn niet meer bekend.
| Kreis     | Kampioen           | Verdere deelnemers                                        |
| --------- | ------------------ | --------------------------------------------------------- |
| Nordkreis | SV Norden-Nordwest | BFC Hertha 1892, BFC Alemannia 90                         |
| Ostkreis  | VfB Pankow         | BFC Preußen, SC Union Oberschöneweide                     |
| Südkreis  | BFC Vorwärts 90    | BTuFC Union 1892, Berliner SV 92                          |
| Westkreis | Minerva 93 Berlin  | FC Union-SC Charlottenburg, Berliner Tennis-Club Borussia |

## Groepsfase

### Groep A
| Plaats | Club                       | Wed. | W | G | V | Saldo | Ptn.  |
| ------ | -------------------------- | ---- | - | - | - | ----- | ----- |
| 1.     | Berliner FC Preußen 1894   | 10   | 5 | 5 | 0 | 22:8  | 15:5  |
| 2.     | Berliner SC Minerva 93     | 10   | 5 | 1 | 4 | 20:15 | 11:9  |
| 3.     | Berliner TuFC Alemannia 90 | 10   | 4 | 2 | 4 | 22:21 | 10:10 |
| 4.     | SC Union-SC Charlottenburg | 10   | 3 | 4 | 3 | 10:12 | 10:10 |
| 5.     | SV Norden-Nordwest Berlin  | 10   | 3 | 1 | 6 | 20:25 | 7:13  |
| 6.     | Tennis Borussia Berlin     | 10   | 2 | 3 | 5 | 18:31 | 7:13  |

|  | Geplaatst voor finale |

### Groep B
| Plaats | Club                        | Wed. | W | G | V | Saldo | Ptn.  |
| ------ | --------------------------- | ---- | - | - | - | ----- | ----- |
| 1.     | Berliner FC Vorwärts 1890   | 10   | 7 | 2 | 1 | 23:12 | 16:4  |
| 2.     | SC Union 06 Oberschöneweide | 10   | 5 | 4 | 1 | 17:11 | 14:6  |
| 3.     | VfB Pankow                  | 10   | 2 | 6 | 2 | 7:7   | 10:10 |
| 4.     | Berliner FC Hertha 92       | 10   | 3 | 4 | 3 | 27:38 | 9:11  |
| 5.     | Berliner SV 92              | 10   | 1 | 4 | 5 | 10:20 | 6:14  |
| 6.     | Berliner TuFC Union 1892    | 10   | 1 | 2 | 7 | 9:14  | 4:16  |

|  | Geplaatst voor finale |

## Finale
| Team 1          | Uitslag  | Team 2      |
| --------------- | -------- | ----------- |
| BFC Vorwärts 90 | 2:1, 2:0 | BFC Preußen |